# Soulside Journey
Soulside Journey är ett musikalbum släppt 1990 av det norska black metal-bandet Darkthrone. Detta album är det enda med death metal som Darkthrone släppte, innan de bestämde sig för att börja spela black metal. Anledningen till denna påstås vara att medlemmarna ansåg att death metal var för populärt. Albumet utgavs av skivbolaget Peaceville Records.

## Låtlista
1. "Cromlech" – 4:11
2. "Sunrise Over Locus Mortis" – 3:30
3. "Soulside Journey" – 4:36
4. "Accumulation of Generalization" – 3:17
5. "Neptune Towers" – 3:14
6. "Sempiternal Sepulchrality" – 3:32
7. "Grave With a View" – 3:27
8. "Iconoclasm Sweeps Cappadocia" – 4:00
9. "Nor the Silent Whispers" – 3:17
10. "The Watchtower" – 4:57
11. "Eon" – 3:38

Alla låtar skrivna av Darkthrone.

## Medverkande
Musiker (Deathrone-medlemmar)
- Ivar Enger (senare känd som Zephyrous) – rytmgitarr
- Ted Skjellum (senare känd som Nocturno Culto) – sång, sologitarr
- Dag Nilsen – basgitarr
- Hank Amarillo (eg. Gylve Nagell, senare känd som Fenriz) – trummor

Produktion
- Tomas Skogsberg – producent
- Uffe (Ulf Cederlund) – medproducent, ljudtekniker
- Nimbus (Nimbus Records) – mastring
- Gylve Nagell – omslagsdesign, foto, logo
- Tompa (Tomas Lindberg) – logo
- Tassilo (Tassilo Forg) – logo
- Duncan Fegredo – omslagskonst